# Anna af Østfrisland
Anna (undertiden Anne) af Østfrisland (1562 i Aurich - 1621 i Amt Neuhaus) var en kurfyrstinde af Pfalz, markgrevinde af Baden-Durlach og prinsesse af Sachsen-Lauenburg. Hun var datter af Edzard 2. af Østfrisland og Katarina Vasa, som var datter af den svenske konge Gustav Vasa.
Anna blev begravet i Heiliggeistkirche (Helligåndskirke) i Heidelberg, men hendes grav er ikke bevaret.

## Ægteskab
Anna giftede sig første gang den 12. juli 1583 i Heidelberg med kurfyrst Ludvig 6. af Pfalz-Simmern, som døde den 22. oktober samme år. Hun giftede sig anden gang den 21. december 1585 med markgreve Ernst Fredrik af Baden-Durlach. Han døde den 14. april 1604. Anna giftede sig tredje gang den 7. marts 1617 med hertug Julius Henrik af Sachsen-Lauenburg. Han var 26 år yngre end Anna og överlevede hende med fire decennier. Anna fik ingen børn. 